# Villefranche-de-Rouergue
Villefranche-de-Rouergue là một xã ở tỉnh Aveyron, thuộc vùng Occitanie ở miền nam nước Pháp.